# مونيكا رامون
مونيكا رامون (بالإنجليزية: Monica Ramon)‏ هي ممثلة أمريكية، ولدت في 27 أبريل 1976 في الولايات المتحدة.

## وصلات خارجية
- مونيكا رامون على موقع IMDb (الإنجليزية)
- مونيكا رامون على موقع قاعدة بيانات الفيلم (الإنجليزية)